# Yap Sports Complex
Der Yap Sports Complex befindet sich auf der Insel Gagil-Tomil im mikronesischen Bundesstaat Yap. Er liegt im Grenzbereich der Gemeinden Gagil und Tomil in der Nähe des Fernmeldesenders. Er ist das Nationalstadion des Bundesstaates. Die meisten Sportveranstaltungen Yaps finden hier statt. Das 2001 eröffnete Stadion bietet Platz für bis zu 2000 Zuschauer. Die Anlage hat einen Rasenplatz und eine Aschelaufbahn.